# Consejo Presidencial de Transición
El Consejo Presidencial de Transición (CPT; en francés: Conseil Présidentiel de Transition) es el órgano colegiado que ejerce la jefatura de Estado de Haití desde el 25 de abril de 2024.
Como tal, ejerce los poderes y deberes del presidente de Haití, y se tiene previsto que su mandato dure hasta la toma de posesión de un presidente electo o hasta el 7 de febrero de 2026.

## Antecedentes
La desintegración gradual que ha sufrido la institucionalidad haitiana a lo largo de la crisis social que comenzó en 2019 alcanzó un punto de máxima tensión a principios de 2024, debido a que el Primer Ministro (y Presidente de facto) Ariel Henry estaba ya en el poder desde el asesinato del presidente Jovenel Moïse en julio de 2021 - continuó gobernando más allá del final de su mandato, que concluyó el 7 de febrero de 2024, provocando manifestaciones masivas. El 29 de febrero anunció elecciones para el 31 de agosto de 2025.
El 25 de febrero Henry había partido hacia Kenia, dejando en su reemplazo como encargado del gobierno al Ministro de Economía y Finanzas, Michel Patrick Boisvert. Aún estando fuera del país, una nueva ofensiva armada de las pandillas sacudió Puerto Príncipe, en un esfuerzo de estas para expulsar a Henry del cargo, bajo el liderazgo de Jimmy "Barbecue" Chérizier y Guy Philippe.
Cuando Henry intentó regresar al país, no pudo ya que las bandas obligaron al cierre del Aeropuerto Internacional Toussaint Louverture. Aunque también resultaron infructuosos de regresar al país por Puerto Rico, Estados Unidos, República Dominicana y Jamaica, Henry descartó renunciar al poder.
Finalmente, en medio de una creciente presión internacional y del inminente colapso social del país, el 11 de marzo de 2024, Henry anunció su dimisión y que un Consejo de Transición (Conformado con el apoyo de la Comunidad del Caribe) lo reemplazaría, a la vez que designaría a un Primer ministro Interino.

## Establecimiento
Después de semanas de negociación, el 3 de abril de 2024, el Consejo Presidencial de Transición designó a sus miembros y el 7 de abril se envió a la Comunidad del Caribe (CARICOM) un acuerdo para un gobierno de transición cuyo mandato concluiría el 7 de febrero de 2026.
Debido a los largos retrasos, se acusó a Henry de demorar intencionalmente el proceso para permanecer en el poder, aunque el gobierno del Consejo de Ministros señaló que se debía problemas jurídicos, ya que la Constitución de Haití no contempla un órgano similar. Finalmente, el Consejo fue creado oficialmente mediante un decreto gubernamental emitido por el Consejo de Ministros publicado en el diario oficial Le Moniteur el 12 de abril. Los nombres de los nueve miembros del CPT se publicaron el 16 de abril.
Aunque la ceremonia de posesión de planificó para el 24 de abril, la violencia de las pandillas que se oponían al establecimiento del CPT forzaron a que el evento tomará lugar el día siguiente, el 25 de abril.Por otra parte, el 24 de abril Henry renunció oficialmente al cargo de Primer Ministro.
| Miembro               | Partido                         |
| Miembros plenos       | Miembros plenos                 |
| --------------------- | ------------------------------- |
| Edgard Leblanc Fils   | Colectiva 30 de enero           |
| Smith Agustin         | EDE-RED-Compromiso histórico    |
| Fritz Alphonse Jean   | Acuerdo de Montana              |
| Leslie Voltaire       | Fanmi Lavalas                   |
| Laurent Saint-Cyr     | Sector privado                  |
| Louis Gérald Gilles   | Acuerdo del 21 de diciembre     |
| Emmanuel Vertilaire   | Pitit Desalin                   |
| Miembros observadores |                                 |
| Frinel Joseph         | Sociedad civil                  |
| Régine Abraham        | Reunión por un Acuerdo Nacional |

### Miembros renunciantes
- René Jean Jumeau, exministro bajo la presidencia de Michel Martelly, designado como observador por la Reunión por un Acuerdo Nacional, renunció a su puesto el 27 de marzo.[26]
- Dominique Dupuy, embajadora ante la UNESCO, designada por la coalición EDE-RED-Compromiso histórico, renunció el 25 de marzo debido a amenazas y cuestionamientos sexistas.[27]

## Generalidades

### Composición
El Consejo Presidencial de Transición está formado por siete miembros con derecho a votos y dos miembros observadores sin derecho a voto. Está encabezado por un presidente, que, formalmente, no es el jefe de Estado, sino un simple coordinador.
Los miembros con derecho a voto incluyen un representante por cada uno de las cuatro coaliciones de partidos políticos dominantes (Accord du 30 aout 2021, Accord du 21 décembre 2022, Collectif des Partis politiques y Compromis Historique/RED/EDE), dos partidos políticos (Fanmi Lavalas y Platfòm Pitit Desalin) y uno por el «sector privado». Los miembros sin derecho a votos incluyen un representante de la sociedad civil y uno de la «comunidad interreligiosa».

### Requisitos
Para ocupar un puesto en el CTP, los miembros deben cumplir con los requisitos para ocupar el cargo de Presidente, según lo dispuesto por el artículo 135 de la Constitución de Haití; así mismo, no podrán postularse para las próximas elecciones presidenciales.
Adicionalmente, el decreto estableció que no son elegibles para conformar el CTP quienes hayan sido sancionados por las Naciones Unidas, quienes estén bajo acusación penal o hayan sido declaradas culpables de delitos en cualquier país o si se oponen a la introducción de la Misión Multinacional de Apoyo a la Seguridad de Haití. En este orden de ideas, también se estableció que todos los miembros deben trabajar por el despliegue inmediato de la fuerza de seguridad internacional.

### Autoridad y mandato
El Consejo Presidencial de Transición ejercerá las funciones del cargo de Presidente de Haití hasta que se elija y tome posesión un nuevo presidente. El plazo máximo para que esto se de es el 7 de febrero de 2026.En este orden de ideas, el CPT también tiene la autoridad para nombrar al primer ministro y su gobierno.

## Gobierno
Apenas asumió sus funciones, el CPT designó a Michel Patrick Boisvert oficialmente como Primer ministro Interino, que venía ejerciendo las funciones del gobierno desde el pasado 25 de febrero.
El 30 de abril de 2024, el CPT eligió como su presidente (mas no jefe de Estado) a Edgard Leblanc Fils y nombró al exministro de Deportes Fritz Bélizaire como nuevo Primer ministro de Haití; quienes votaron por ambas proposiciones fueron Fils, Emmanuel Vertilaire, Louis Gérald Gilles y Smith Augustin.Sin embargo, los demás miembros del Consejo se quejaron de no ser tenidos en cuenta, y, aunque aceptaron forzadamente la elección de Fils, se negaron a reconocer la designación de Bélizaire; en este orden de ideas, el Acuerdo de Montana amenazó con retirarse del CPT.
Con el objetivo de evitar el colapso del gobierno, se llegó a un acuerdo entre los miembros del CPT para que la presidencia del organismo se rotara cada cinco meses entre sus miembros, así como para que las grandes decisiones se tomen por mayoría cualificada de sus miembros, de cinco sobre siete. Como parte del acuerdo, se retiró el nombramiento de Bélizaire y se abrió un plazo de postulación entre el 13 y 17 de mayo para presentar candidatos al puesto. De acuerdo con el CPT, se presentaron más de 80 candidatos, de los cuales fueron preseleccionados Bélizaire, el exministro del Interior Paul Antoine Bien-Aimé, el exparlamentario Alix Didier Fils-Ainme y el ex primer ministro Garry Conille.
El 25 de mayo, el CPT prorrogó el mandato de Boisvert como primer ministro interino y el 28 de mayo se designó oficialmente a Conille como nuevo primer ministro del país, siendo publicado el decreto que lo nombrara como tal el 30 de mayo.